# Seiya Maikuma
Seiya Maikuma (Japans: 毎熊 晟矢; Nagasaki, 16 oktober 1997) is een Japans voetballer die doorgaans speelt als rechtsback. In juli 2024 verruilde hij Cerezo Osaka voor AZ. Maikuma maakte in 2023 zijn debuut in het Japans voetbalelftal.

## Clubcarrière
Maikuma speelde in de jeugd voor Higashi Fukuoka High School en daarna Momoyama Gakuin University, voor hij zijn eerste minuten als profvoetballer maakte in het shirt van V-Varen Nagasaki in de J2 League. Hier speelde hij in twee seizoenen tijd vierenzeventig wedstrijden, waarvan tweeënzeventig als basisspeler. Deze seizoenen leverde hem een transfervrije overstap naar Cerezo Osaka op. Die club kwam uit op het hoogste niveau. Ook hier had de rechtervleugelverdediger overwegend een basisplaats.
In de zomer van 2024 verkaste Maikuma voor een bedrag van circa achthonderdduizend euro naar AZ, waar hij zijn handtekening zette onder een verbintenis voor de duur van vier seizoenen. In Alkmaar moest hij zijn landgenoot Yukinari Sugawara opvolgen, die later die zomer naar Southampton vertrok.

## Clubstatistieken
| Seizoen | Club             | Competitie | Competitie | Competitie | Beker | Beker | Internationaal | Internationaal | Totaal | Totaal |
| Seizoen | Club             | Competitie | Wed.       | Dlp.       | Wed.  | Dlp.  | Wed.           | Dlp.           | Wed.   | Dlp.   |
| ------- | ---------------- | ---------- | ---------- | ---------- | ----- | ----- | -------------- | -------------- | ------ | ------ |
| 2020    | V-Varen Nagasaki | J2 League  | 36         | 3          | 0     | 0     | —              | —              | 36     | 3      |
| 2021    | V-Varen Nagasaki | J2 League  | 38         | 3          | 1     | 1     | —              | —              | 39     | 4      |
| 2022    | Cerezo Osaka     | J1 League  | 28         | 3          | 14    | 1     | —              | —              | 42     | 4      |
| 2023    | Cerezo Osaka     | J1 League  | 31         | 1          | 5     | 2     | —              | —              | 36     | 3      |
| 2024    | Cerezo Osaka     | J1 League  | 15         | 0          | 2     | 0     | —              | —              | 17     | 0      |
| 2024/25 | AZ               | Eredivisie | 0          | 0          | 0     | 0     | 0              | 0              | 0      | 0      |
| Totaal  | Totaal           | Totaal     | 148        | 10         | 22    | 4     | 0              | 0              | 170    | 14     |

Bijgewerkt op 2 augustus 2024.

## Interlandcarrière
Maikuma maakte zijn debuut in het Japans voetbalelftal op 12 september 2023 in een vriendschappelijke wedstrijd tegen Turkije. Door doelpunten van Atsuki Ito, Keito Nakamura (tweemaal) en Junya Ito en tegentreffers van Ozan Kabak en Bertuğ Yıldırım werd met 4–2 gewonnen. Maikuma mocht van bondscoach Hajime Moriyasu in de basisopstelling beginnen en hij werd in de rust naar de kant gehaald ten faveure van Daiki Hasjioka. De andere Japanse debutant dit duel was Koki Machida (Union Sint-Gillis).
In januari 2024 werd Maikuma door Moriyasu opgenomen in de selectie van Japan voor het uitgestelde AK 2023. De groepsfase werd overleefd na overwinningen op Vietnam (4–2) en Indonesië (3–1) en een nederlaag tegen Irak (2–1), waarna Bahrein in de achtste finales met 1–3 verslagen werd. Iran versloeg Japan vervolgens met 2–1 in de kwartfinales. Maikuma speelde vier wedstrijden. 
| Interlands van Seiya Maikuma voor Japan | Interlands van Seiya Maikuma voor Japan | Interlands van Seiya Maikuma voor Japan | Interlands van Seiya Maikuma voor Japan | Interlands van Seiya Maikuma voor Japan | Interlands van Seiya Maikuma voor Japan | Interlands van Seiya Maikuma voor Japan |
| №                                       | Datum                                   | Wedstrijd                               | Uitslag                                 | Competitie                              | Goals                                   |                                         |
| Als speler bij Cerezo Osaka             | Als speler bij Cerezo Osaka             | Als speler bij Cerezo Osaka             | Als speler bij Cerezo Osaka             | Als speler bij Cerezo Osaka             | Als speler bij Cerezo Osaka             | Als speler bij Cerezo Osaka             |
| --------------------------------------- | --------------------------------------- | --------------------------------------- | --------------------------------------- | --------------------------------------- | --------------------------------------- | --------------------------------------- |
| 1                                       | 12 september 2023                       | Japan – Turkije                         | 4 – 2                                   | Vriendschappelijk                       |                                         |                                         |
| 2                                       | 13 oktober 2023                         | Japan – Canada                          | 4 – 1                                   | Vriendschappelijk                       |                                         |                                         |
| 3                                       | 16 november 2023                        | Japan – Vietnam                         | 4 – 2                                   | WK 2026 kwalificatie                    |                                         |                                         |
| 4                                       | 1 januari 2024                          | Japan – Thailand                        | 5 – 0                                   | Vriendschappelijk                       |                                         |                                         |
| 5                                       | 14 januari 2024                         | Japan – Vietnam                         | 4 – 2                                   | AK 2023                                 |                                         |                                         |
| 6                                       | 24 januari 2024                         | Japan – Indonesië                       | 3 – 1                                   | AK 2023                                 |                                         |                                         |
| 7                                       | 31 januari 2024                         | Bahrein – Japan                         | 1 – 3                                   | AK 2023                                 |                                         |                                         |
| 8                                       | 3 februari 2024                         | Iran – Japan                            | 2 – 1                                   | AK 2023                                 |                                         |                                         |

Bijgewerkt op 2 augustus 2024.